# FERD3L
FERD3L (англ. Fer3 like bHLH transcription factor) – білок, який кодується однойменним геном, розташованим у людей на 7-й хромосомі. Довжина поліпептидного ланцюга білка становить 166 амінокислот, а молекулярна маса — 19 017.
| 10         |  | 20         |  | 30         |  | 40         |  | 50         |
| ---------- |  | ---------- |  | ---------- |  | ---------- |  | ---------- |
| MAAYPESCVD |  | TTVLDFVADL |  | SLASPRRPLL |  | CDFAPGVSLG |  | DPALALREGR |
| PRRMARFEEG |  | DPEEEECEVD |  | QGDGEEEEEE |  | ERGRGVSLLG |  | RPKRKRVITY |
| AQRQAANIRE |  | RKRMFNLNEA |  | FDQLRRKVPT |  | FAYEKRLSRI |  | ETLRLAIVYI |
| SFMTELLESC |  | EKKESG     |  |            |  |            |  |            |

A: Аланін

C: Цистеїн

D: Аспарагінова кислота

E: Глутамінова кислота

F: Фенілаланін

G: Гліцин

I: Ізолейцин

K: Лізин

L: Лейцин

M: Метіонін

N: Аспарагін

P: Пролін

Q: Глутамін

R: Аргінін

S: Серин

T: Треонін

V: Валін

Кодований геном білок за функцією належить до репресорів. 
Задіяний у таких біологічних процесах, як транскрипція, регуляція транскрипції. 
Білок має сайт для зв'язування з ДНК. 
Локалізований у ядрі.